# Jim Hanks
Jim Hanks, właściwie James M. Hanks (ur. 15 czerwca 1961 w hrabstwie Shasta) – amerykański aktor.
Jest bratem Toma Hanksa. Razem z żoną Karen i synem mieszka w Venice w Kalifornii.

## Filmografia
- 1993: Buford's Beach Bunnies – Jeeter Buford
- 1995: Fatalna pasja – detektyw Wilder
- 1995: Xtro 3: Nawiedzona wyspa – Friedman
- 1997: Psycho Sushi – Yuriel
- 1997–1999: Sunset Beach – Spike (głos)
- 1999: Inferno: Piekielna walka – kierowca autobusu
- 2000: Buzz Lightyear of Star Command: The Adventure Begins – Woody (głos)
- 2000: Cahoots – pan Marsh
- 2004: Purgatory House – Saint James